# ヴェレビト山脈

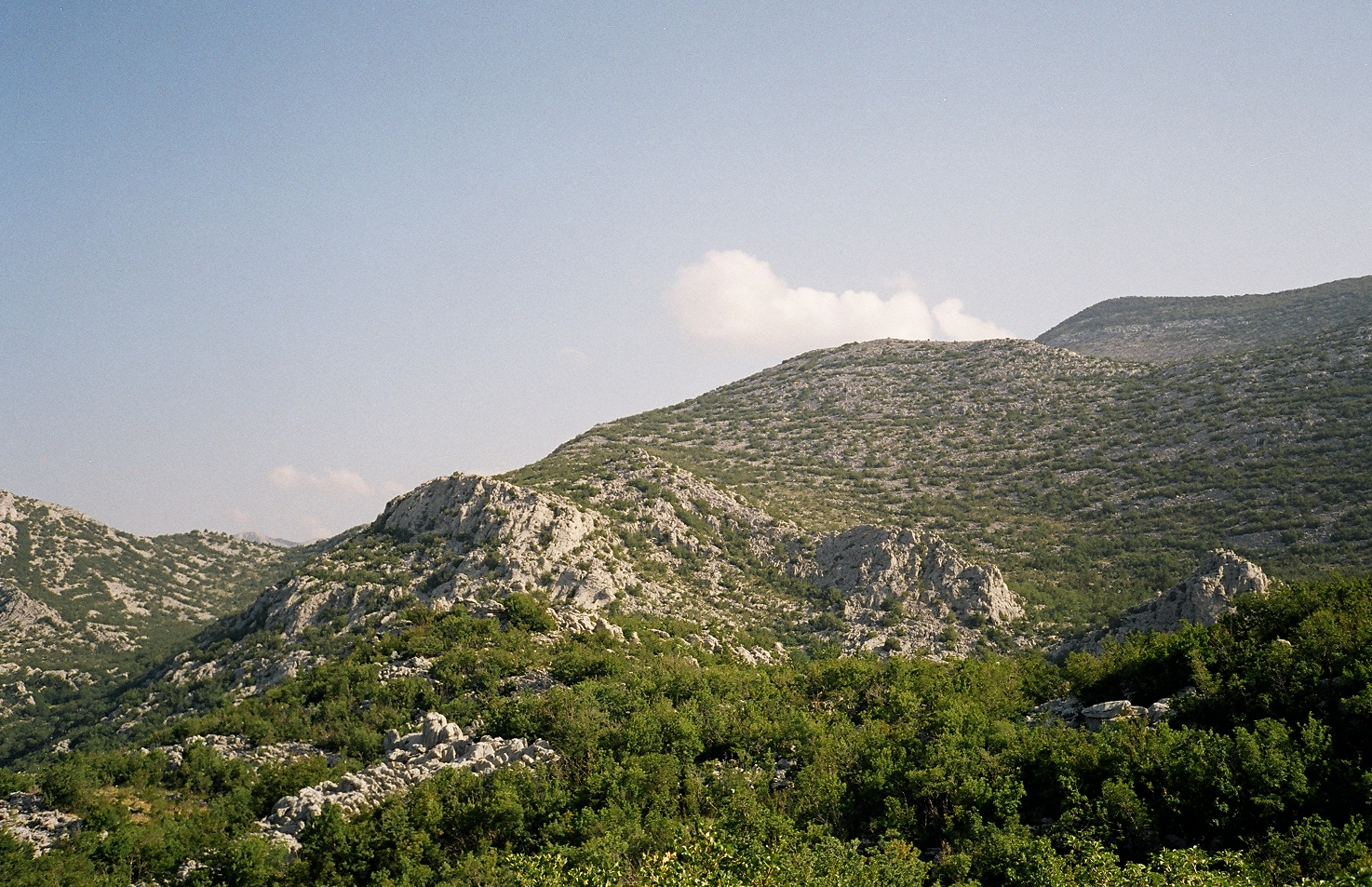
パクレニツァ国立公園

ヴェレビト山脈（ヴェレビトさんみゃく、クロアチア語: Velebit）は、クロアチアで最大の山脈（最高峰ではない）。ヴェレビト山脈の最高峰はヴァガンスキ・ヴルフ（Vaganski Vrh）であり、その高さは標高1757メートルである。
ヴェレビト山脈はディナル・アルプス山脈の一部をなし、アドリア海岸に沿って走っている。山脈の海岸側の斜面は不毛なカルスト地形が発達するが、山脈の中央部と内陸のリカ側の斜面は森林に覆われている。ヴェレビト山脈は、北西のセーニ付近のヴラトニク峠（Vratnik）に端を発し、南東方向に145キロメートルにわたって伸び、クニンの近く、ズルマニャ川（Zrmanja）の源泉付近まで続いている。
ヴェレビト山脈は通常、4つの部分に分けられる。
- 北部: ヴラトニク峠からヴェリキ・アラン（クロアチア語版）（Veliki Alan）まで。この中の最高峰はマリ・ライナツ（Mali Rajinac、1699メートル）
- 中部: ヴェリキ・アランからバシュケ・オシュタリイェ（クロアチア語版）（Baške Oštarije）まで。最高峰はシャトリナ（クロアチア語版）（Šatorina、1624メートル）
- 南部: オシュタリイェからマリ・アラン（Mali Alan）まで。ヴァガンスキ・ヴルフ（Vaganski vrh、1757メートル）、スヴェト・ブルド（クロアチア語版）（Sveto brdo、1753メートル）の峰がある
- 南東部: ツルノパツ（クロアチア語版）（Crnopac）など

ヴェレビト山脈全体が国立公園に指定され、さらにその中からパクレニツァ（Paklenica）とシェヴェルニ・ヴェレビト（Sjeverni Velebit）の2つの国立公園が分離された
より保全に注意を要する貴重な自然がシェヴェルニ・ヴェレビトには残されており、ハイドゥチュキおよびロジャンスキ・クコヴィ（Hajdučki i Rožanski Kukovi）は特別保護区域として、クロアチアの制度上最高限の保護がかけられている。ここでは、研究調査以外では人間の活動は禁止されている。ここには、いまだ知られていない手付かずの自然が残されている。
プレムジチェヴァ・スタザ（Premužićeva staza、プリムジッチの道）と呼ばれる道がヴェレビト山脈の北部から中部にかけて通っている。この道は1930年から1933年にかけて作られ、ヴェレビト山脈の北と南を結んでいる。その長さは50キロメートルである。ヴェレビト山脈の大部分へは、この道なくしてたどり着くことはできない。高速道路A1はスヴェティロク・トンネルによってヴェレビト山脈の南部を貫通している。
ヴェレビト山脈にはまた、クロアチアで最大で最長の洞窟がある。3部からなるルキナ・ヤマ（Lukina jama）は1392メートル、スロヴァチュカ・ヤマ（Slovačka jama）は1320メートルの深さがある。
ヴェレビト山脈の雄大な自然はまた、クロアチアの民族風習の象徴ともなっている。クロアチアの愛国的民謡「ヴィラ・ヴェレビタ」（Vila Velebita）では、ヴェレビト山脈を妖精として擬人化している。
ヴェレビト山脈にはアレッポマツ、ヨーロッパブナ、ヨーロッパモミおよびヨーロッパクロマツの森林、セイヨウハマナツメとオリエンタルシデの低木林、亜高山帯のブナ林と草地が発達しており、保護指定されたアブラナ科の固有種・デゲニア・ヴェルビティカ（Velebitska degenija）が生息している。
一帯は1977年にユネスコの生物圏保護区に指定された。

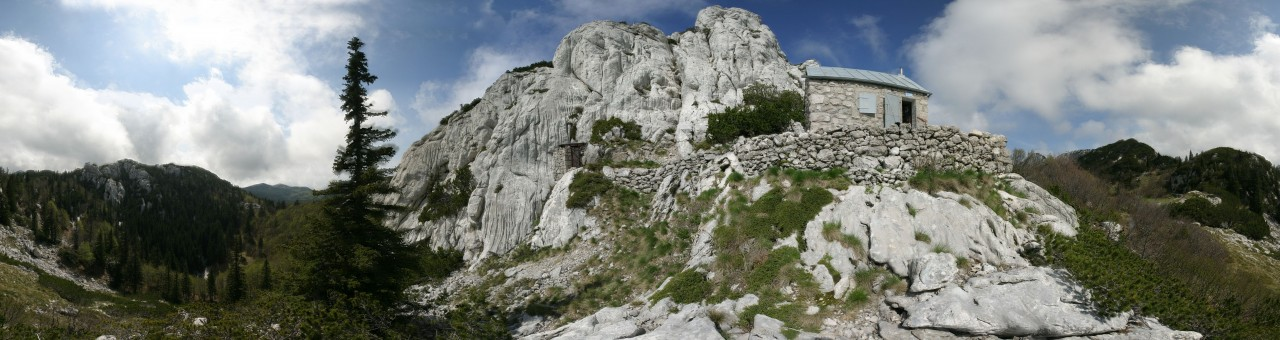
ヴェレビト山脈の景色